# Oskar Gerhard
Oskar Gerhard (* 14. September 1826 in Strehlitz, Kreis Oels, Niederschlesien; † 17. Juli 1895 in Bonn) war ein deutscher Gymnasiallehrer.

## Leben
Gerhards Vater war der Strehlitzer Pastor Ernst Heinrich Gerhard († 1840). Er besuchte von Ostern 1836 bis Ostern 1842 das Elisabet-Gymnasium (Breslau), dann bis Michaelis 1845 die Latina in Halle. Nach dem Abitur studierte er an der Friedrichs-Universität Halle Philologie. 1846 – mitten im Progress – gehörte er mit Oskar Schade und Samuel Dörr zu den Stiftern des nachmaligen Corps Normannia-Halle. Nach drei Jahren in Halle wechselte er Michaelis 1848 an die Rheinische Friedrich-Wilhelms-Universität Bonn. Dort wurde er am 19. Juni 1850 zum Dr. phil. promoviert. Am 5. Juli bestand er vor der wissenschaftlichen Prüfungskommission das Examen pro facultate docendi. Das Probejahr absolvierte er am Bonner Gymnasium. Zugleich war er an der Königlichen Universitätsbibliothek Bonn interimistisch angestellt, um einen Teil des Systematischen Kataloges anzufertigen. Vom 1. Juli 1852 bis Michaelis 1852 war er am Kgl. Gymnasium zu Essen kommissarisch beschäftigt. Von  Ostern 1855 bis Ostern 1862 war er ordentlicher Lehrer an der Realschule Siegen, dem nachmaligen Gymnasium Am Löhrtor. Ostern 1862 kam er als Oberlehrer an das Gymnasium Wetzlar. Von dort ging er Michaelis 1869 als Oberlehrer und Professor an die Ritterakademie in Liegnitz, wo er Michaelis 1883 in den Ruhestand trat. Er war noch Chefredakteur der Hallischen Zeitung und 1886 Redakteur in Bonn. Wie viele Zeitgenossen befasste er sich mit der Sedanschlacht und dem Streit um den Victoriaaltar.

## Veröffentlichungen
- Der Streit um den Altar der Victoria. Eine Episode aus der Geschichte des Kampfes des Heidentums mit dem Christentum in Rom. Nach den Quellen dargestellt. Siegen 1860.[5]
- Sieger und Besiegte von Sedan. Festrede,  gehalten den 2. September 1882. O. Heinze, Liegnitz 1883.
- Die Frauen in Preußens Geschichte. Siegen 1862. GoogleBooks
- Die Gründung der Normannia zu Halle im Sturme des Progresses [1845–1848], niedergeschrieben 1894, hrsg. von Karl Stukenbrock. Einst und Jetzt, Jahrbuch des Vereins für corpsstudentische Geschichtsforschung, Bd. 2 (1957), S. 23–29.